# ثانديوي باندا
ثانديوي باندا معلمة علوم سياسية في زامبية، حيث شغلت منصب السيدة الأولى لزامبيا من يونيو 2008م حتى سبتمبر 2011م. كانت باندا في الثلاثينيات من عمرها عندما تولت ذلك المنصب في عام 2008م، وتعتبر أصغر سيدة أولى في تاريخ زامبيا. وهي الزوجة الحالية للرئيس السابق روبياه باندا.

## سيرتها الشخصية
توفيت زوجة روبياه باندا الأولى، هوب موانسا ماكولو، في عام 2000م. ثم تزوج وزوجته الثانية، ثانديوي باندا، خلال العقد الأول من القرن الحادي والعشرين على الرغم من فارق السن الذي يقارب الأربعين عامًا. حيث كان عمره حوالي 70 عامًا وقت زفافهما، بينما كانت باندا في الثلاثينيات من عمرها. ثانديوي وروبيا باندا هما والدا توأمان، تيمواني ودنيا، اللذان جاء حملها فيهم مفاجأة لكليهما، وفقًا لمقابلة أجرتها مع بي بي سي إفريقيا.
تم انتخاب باندا رئيسًا للبلاد في عام 2008م، مما جعل ثانديوي باندا أصغر سيدة أولى في تاريخ زامبيا. ففي خلال فترة عملها، دعت باندا إلى إنشاء مكتب رسمي للسيدة الأولى بميزانية ممولة من الحكومة لدعم واجباتها العامة والجمعيات الخيرية. 
ركزت باندا على قضايا المرأة، بما في ذلك الرعاية الصحية ورعاية الأطفال، وفي خلال فترة ولايتها، قامت باندا بحملة من أجل تشريع بمعاقبة مرتكبي العنف الأسري والجنسي. كما كانت من دعاة عمل المنظمات غير الحكومية العاملة في زامبيا.
وفي 20 ديسمبر/ كانون الأول 2011م، نشرت صحيفة تاميز اوف زامبيا التي تديرها الحكومة مقالاً يزعم أن الحكومة استولت على العديد من ممتلكات ثانديوي باندا، بما في ذلك فندقها في ملاوي، والذي يبلغ قيمته مليارات من الكواتشا. وصفت باندا تلك المزاعم بالكاذبة وطالبت باعتذار والتراجع عن ما كتبته ولكن رفضته الصحيفة في البداية، لكن في يناير 2012م، رفعت باندا دعوى قضائية بتهمة التشهير ضد صحيفة تايمز أوف زامبيا ورئيس تحريرها. وفي أكتوبر 2012 م، أصدرت الصحيفة اعتذارًا وتراجعت عن المقال، لكن استمرت الدعوى ضد الصحيفة وفازت ثانديوي باندا بدعوى التشهير ضد تايمز أوف زامبيا في مايو 2014م. وحكمت المحكمة لصالح باندا تعويضات بآلاف الكواتشا.
تم تشخيص إصابة باندا بسرطان الثدي في عام 2014م، حيث سافرت إلى جنوب إفريقيا لتلقي الرعاية الطبية. ثم عادت إلى زامبيا في 10 يناير/ كانون الثاني 2015م، بعد عدة أشهر من العلاج الطبي.